# Ahr (vinregion)

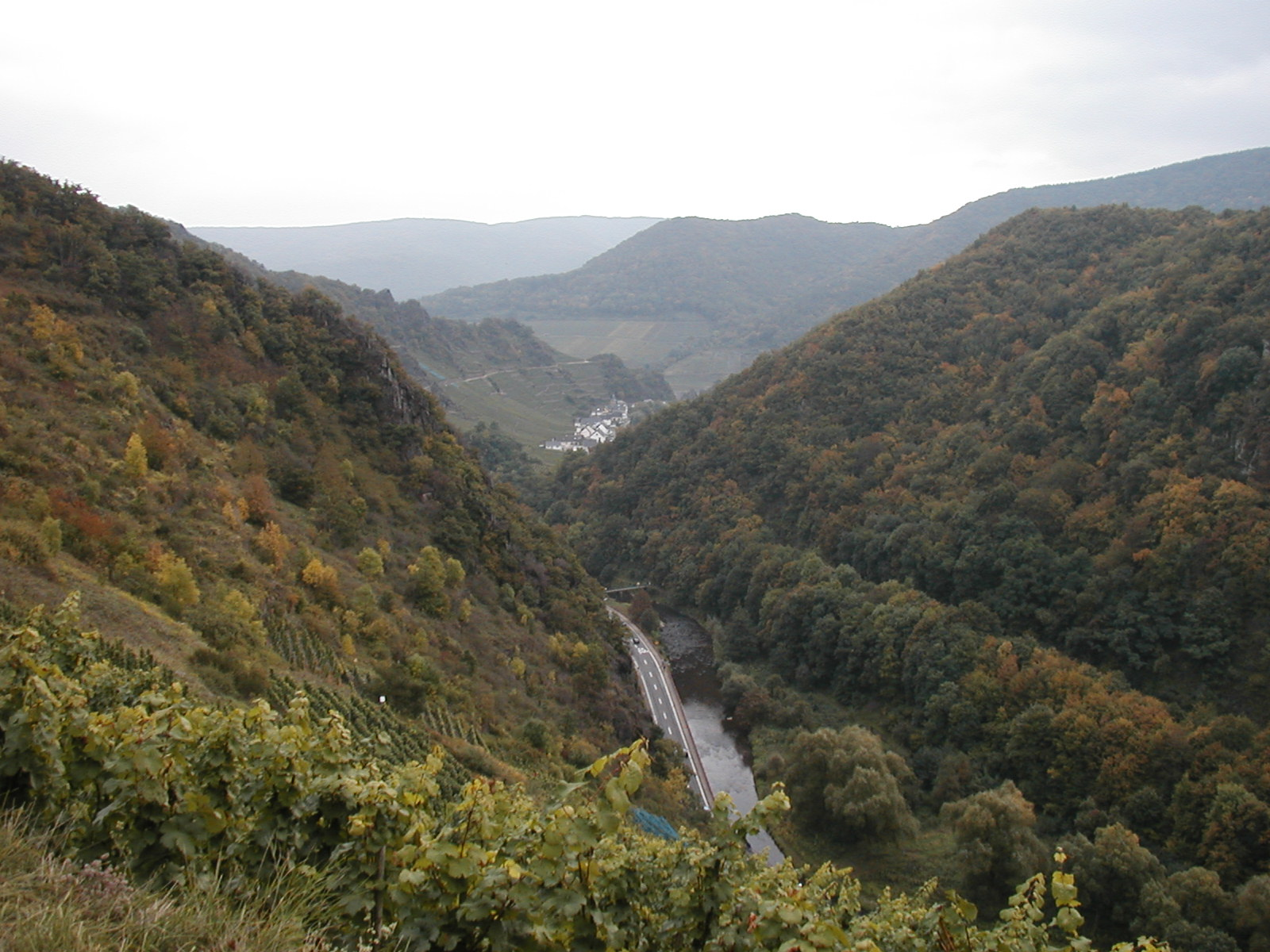
Floddalen Ahr möjliggör det regionala mesoklimat som är gynnsamt för vindruvsodling.

Ahr är en kvalitetsregion (Anbaugebiet) för vin precis söder om Bonn i Tyskland. Den ligger längs Ahr en biflod till Rhen

## Viner
I Ahr dominerar den röda druvan Spätburgunder.